# Belagerung von Ostende
Westeuropa

Oosterweel – Dahlen – Heiligerlee – Jemgum – Jodoigne – Le Quesnoy – Brielle – Mons – Goes – 1. Mechelen – Naarden – Middelburg – Haarlem – Alkmaar – Geertruidenberg – Leiden – Delft – Valkenburg – Mooker Heide – Schoonhoven – Zierikzee – 1. Antwerpen – Gembloux – Rijmenam – 1. Deventer – Borgerhout – 1. Maastricht – 2. Mechelen – 1. Steenwijk – Kollum – 1. Breda – Noordhorn – Niezijl – Lochem – Lier – Eindhoven – Steenbergen – Ghent – Aalst – 2. Antwerpen – IJsseloord – Empel – Boksum – 1. Grave – 1. Venlo – Axel – Neuss – 1. Rheinberg – Zutphen – 1. Sluis – 1. Bergen-op-Zoom – 2. Geertruidenberg – 2. Breda – 2. Zutphen – 2. Deventer – Delfzijl – Knodsenburg – 1. Hulst – Nijmegen – Rouen – Caudebec – 2. Steenwijk – 1. Coevorden – 3. Geertruidenberg – 2. Coevorden – Groningen – Huy – 1. Groenlo – Lippe – Calais – 2. Hulst – Turnhout – 2. Rheinberg – 1. Moers – 2. Groenlo – Bredevoort – Enschede – Ootmarsum – 1. Oldenzaal – 1. Lingen – 1. Schenckenschans – Zaltbommel – Rees – San Andreas – Nieuwpoort – 3. Rheinberg – Ostende – 1. 's-Hertogenbosch – 2. Grave – Hoogstraten – 3. Sluis
Zwölfjähriger Friede

2. Lingen – 3. Groenlo – Aachen – Jülich – 2. Bergen op Zoom – Fleurus – 3. Breda – 2. Oldenzaal – 4. Groenlo – 2. 's-Hertogenbosch – Slaak – 2. Maastricht – Leuven – 2. Schenkenschans – 4. Breda – 2. Venlo – Kallo – 3. Hulst
Europäische Gewässer

Vlissingen – Borsele – Haarlemmermeer – Zuiderzee – Schelde – Lillo – Ponta Delgada – Bayona Islands – Golf von Almería – 1. Cadiz – Azoren – Straße von Dover – 2. Sluis – 1. Kap St. Vincent – 1. Gibraltar – 2. Gibraltar – 2. Cadiz – Lizard Point – Dünkirchen – Calais – Downs – 2. Kap St. Vincent – 2. St. Martin
Amerika

Bahia – Matanzas – St. Martin – San Juan – Abrolhos – Pernambuco – Südchile
Ostindien

Playa Honda – 1. San Salvador – 2. San Salvador – La Naval de Manila – Puerto de Cavite
Die Belagerung von Ostende fand während des auch als Achtzigjähriger Krieg bezeichneten niederländischen Unabhängigkeitskampfes statt. Spanische Truppen begannen am 5. Juli 1601 mit der Belagerung der von Niederländern verteidigten Stadt. Am 20. September 1604 kapitulierte die niederländische Garnison. Es handelt sich um eine der verlustreichsten Belagerungen der Frühen Neuzeit.

## Hintergrund
In den habsburgisch beherrschten Spanischen Niederlanden kam es aufgrund der harten spanischen Politik insbesondere gegenüber den meist calvinistischen Niederländern seit 1568 zu kriegerischen Auseinandersetzungen. Der überwiegend von katholischen Wallonen bewohnte Süden der Spanischen Niederlande gründete jedoch im Januar 1579 die Spanien gegenüber loyale Union von Arras. Diese Union umfasste die Grafschaften Artois, Hennegau sowie den südlichen Teil Flanderns. Als Reaktion darauf formierte sich im selben Monat die von den Aufständischen getragene Union von Utrecht, die nicht nur Holland, Friesland, Zeeland, Geldern, Overijssel, Drente und Groningen („Die sieben Provinzen“), sondern auch den nördlichen Teil Flanderns und den westlichen Teil Brabants umfasste. Die Union von Utrecht sagte sich 1581 von der spanischen Herrschaft los.
Die spanisch-habsburgischen Truppen unter dem Herzog von Parma gingen 1581 zur Offensive gegen die aufständischen Niederländer und Flamen über und drängten diese bis 1590 aus Flandern und Brabant zurück. Auch Groningen, Drenthe, ein großer Teil von Overijssel sowie der östliche Teil Gelderns wurden von den Spaniern erobert. An der flandrischen Nordseeküste konnte sich jedoch Ostende als niederländische Exklave halten. Es folgten mehrere Rückschläge für die spanischen Habsburger. Unter Moritz von Oranien gelang den Niederländern bis 1592 die Rückeroberung von sechs Städten, und im Dezember dieses Jahres erlag der Herzog von Parma einer schweren Verletzung. Am 30. Juni 1600 landeten niederländische Truppen an der flandrischen Küste und errangen am 2. Juli bei Nieuwpoort einen Sieg über die Spanier, den sie aber nicht ausnutzen konnten. Die Spanier sahen sich nun zum Handeln gezwungen und beschlossen einen Angriff auf Ostende.

## Verlauf der Belagerung

### Ausgangslage
Am 5. Juli 1601 erschien ein spanisches Heer mit einer Stärke von circa 12.000 Mann unter dem Kommando von Erzherzog Albrecht VII. von Österreich vor Ostende. Es bestand nicht nur aus Spaniern, sondern auch aus Burgundern, Deutschen, Italienern und Wallonen. Die Hafenstadt war nahezu vollständig von Wasser umgeben, während sich im Umland diverse Dünen befanden. Die Bewohner der Stadt hatten mehrere Jahre darauf verwendet, einen doppelten Festungsring aus Bastionen und Wällen zum Schutz der Stadt zu errichten. Diese Befestigungsanlagen bestanden aus stark sandhaltiger Erde, waren mit Palisaden versehen und von breiten Wassergräben umgeben. In der sumpfigen Umgebung der Stadt hatten die Niederländer zahlreiche vorgeschobene Befestigungsanlagen errichtet. Die Stadt wurde von einer etwa 7000 Mann starken Garnison verteidigt. Ostende stand über den Seeweg in ständiger Verbindung zu den Kerngebieten des Aufstands, Zeeland und Holland. Von dort aus wurden permanent Munition, Nahrung, Waffen und personelle Verstärkung eingeschifft.

### Die Sandhügel-Bastion
Während der ersten Monate der Belagerung waren die Spanier damit beschäftigt, in mühsamen Kämpfen das Umland der Stadt zu erobern, bis sie Angriffe auf die Wälle von Ostende starten konnten. Dazu postierten die Spanier schwere Geschütze auf einer westlich der Stadt gelegenen Düne. Von dort aus beschossen sie die so genannte Sandhügel-Bastion im Nordwesten von Ostende. Die aus sandiger Erde bestehende, hohe Bastion absorbierte mehrere Tausend Kanonenkugeln, ohne dass sie dabei schwer beschädigt wurde. Die Kämpfe um die Sandhügel-Bastion waren für die Spanier äußerst verlustreich. Während der Gefechtspausen kamen einige der Belagerten aus der Stadt heraus und schnitten den zahlreich herumliegenden Leichen das Fleisch von den Knochen, da man menschliches Fett für eine wirksame Wundsalbe hielt. In der Nacht vom 7. auf den 8. Januar 1602 unternahmen die spanischen Truppen über den nördlich der Stadt gelegenen Strand einen Sturmangriff auf die Sandhügel-Bastion, welcher jedoch scheiterte. Allein dieser Angriff kostete auf spanischer Seite etwa 2000 Menschen das Leben. Danach unternahmen die Spanier bis in das Jahr 1603 hinein keinen weiteren Sturmangriff auf Ostende mehr, sondern beschränkten sich darauf, die Düne westlich der Stadt zu befestigen und die Stadt von dort aus unter Geschützfeuer zu nehmen. Während dieser Phase der Belagerung kamen immer mehr schaulustige Zivilisten nach Ostende. Die Konstruktionen eines vom Papst zur Unterstützung der Spanier entsandten Festungsingenieurs erwiesen sich als nutzlos.

### Die Kämpfe unter Spinola
Im Spätsommer 1603 traf zur Verstärkung der Spanier Ambrosio Spinola mit neuen Truppen vor Ostende ein. Dieser besaß kaum militärische Erfahrungen, hatte jedoch durch das Studium entsprechender Bücher gewisse Kompetenzen erworben. Er vermied einen großangelegten Sturmangriff und sorgte stattdessen dafür, dass sich seine Truppen durch die Anlage von Feldbefestigungen langsam an den nordwestlichen Teil von Ostende heranarbeiteten. Auch dieses Vorgehen war verlustreich, doch erwies es sich für die Spanier als erfolgreich. Am 4. April 1604 gelang den Spaniern bei einem Überraschungsangriff die Einnahme mehrerer Befestigungsanlagen in der Nähe der Sandhügel-Bastion. Kurz darauf zogen sich die Verteidiger von Ostende auf den inneren Verteidigungsring zurück. Bis zum Sommer mussten die Belagerten auch diesen Ring aufgeben. Sie zogen sich in eine provisorisch erbaute Zitadelle im Nordosten der Stadt zurück, die über vier Bastionen verfügte.

### Das Ende der Belagerung
Der Fall von Ostende wurde durch die Naturgewalten beschleunigt. Im August 1604 kamen Stürme auf, die es den niederländischen Schiffen erschwerten, Ostende weiterhin zu versorgen. Ein niederländisches Heer unter Moritz von Oranien begab sich nach Sluis, um die spanischen Belagerer von Ostende zur Feldschlacht zu bewegen. Dazu kam es aber nicht, weshalb sich Moritz zur Belagerung von Sluis entschloss. Ein spanisches Entsatzheer wurde abgewiesen und die Stadt am 17. August von Moritz eingenommen. Am Schicksal von Ostende änderte dieses Ereignis jedoch nichts. Am 22. August trugen ein starker Sturm und hohe Flutwellen einen erheblichen Teil der noch von den Belagerten gehaltenen Befestigungsanlage ab. Eine weitere Verteidigung der Stadt war somit aussichtslos geworden, so dass der Gouverneur von Ostende, Daniël de Hertaing, Verhandlungen mit den Spaniern eröffnete. Der Gouverneur ließ zahlreiche niederländische Soldaten, calvinistische Pfarrer und spanische Deserteure über den Seeweg aus der Stadt bringen und erhielt bei den Übergabeverhandlungen am 20. September 1604 von den Spaniern die Erlaubnis, mit seiner verbliebenen Garnison abzuziehen. Der Abzug am 22. September verlief ohne Zwischenfälle, und am selben Tag besetzten spanische Truppen Ostende.

## Resultat
Die Belagerung von Ostende zählt zu den verlustreichsten der Frühen Neuzeit. Die ständig verstärkten spanischen Truppen mussten etwa 40.000 Todesopfer hinnehmen, die sowohl einer tödlichen Verwundung, als auch Erkrankungen zum Opfer gefallen waren. Die Verluste der Belagerten sind schwer einzuschätzen, da niederländische Schiffe etwa 3.000 Fahrten von Holland und Zeeland nach Ostende unternahmen und dabei Verwundete und Kranke aufnahmen, die in vielen Fällen höchstens wenige Tage überlebten. Es kann von annähernd so vielen Todesopfern wie auf spanischer Seite ausgegangen werden. Die politischen Folgen der Eroberung von Ostende durch die Spanier erscheinen im Vergleich deutlich weniger bedeutend. Die Niederländer verloren für immer ihren letzten Stützpunkt an der flandrischen Küste. Die Kämpfe um Ostende hatten beide Seiten dermaßen geschwächt, dass trotz weiterer militärischer Auseinandersetzungen bereits 1609 ein zwölfjähriger Waffenstillstand ausgehandelt wurde. Der verlustreiche niederländische Unabhängigkeitskampf, bei dem es sich in erster Linie um einen Festungskrieg handelte, endete endgültig erst 1648 mit dem Westfälischen Frieden.